# Louis Hunter
Louis Hunter (Sydney, 17 marzo 1992) è un attore e doppiatore australiano, noto per la soap australiana Out of the Blue e la serie televisiva statunitense The Secret Circle.

## Biografia
Dopo essere comparso in alcune pubblicità da piccolo, comincia la sua carriera d'attore in teatro, interpretando il ruolo del principe Edward in War of the Roses e Mercuzio in Romeo & Juliet. 
Nel 2008 partecipa alla soap opera australiana Out of the Blue, interpretando il personaggio di Kyle Mulroney. Sostiene anche un corso di recitazione alla New York Film Academy di Los Angeles
Nel 2011 viene scritturato per il ruolo di Nick Armstrong nella serie televisiva statunitense The Secret Circle, tratta dai romanzi di Lisa Jane Smith.

## Teatro
- Kids for a Brighter Future (1997-2003)[6]
- Romeo & Juliet (2007)[6]
- Theatre Sports (2008)[6]
- War of the Roses, regia di Benedict Andrews (2009)[2] [6]

## Filmografia

### Cinema
- The 7th Hunt, regia di Jon Cohen (2009)
- White Pistol, regia di Ania Stepien - cortometraggio (2010)
- The Bunker, regia di Kate Vinen - cortometraggio (2012)
- Killing Animals, regia collettiva (2015)
- Jimmy, regia di Robert Adamson - cortometraggio (2015)
- Jack Goes Home, regia di Thomas Dekker (2016)
- The Honor Farm, regia di Karen Skloss (2017)
- Pick Up, regia di Joshua Alan Rogers - cortometraggio (2017)

### Televisione
- Out of the Blue – serial TV, 39 puntate (2008)
- The Secret Circle – serie TV, 7 episodi (2011-2012)
- Red Band Society – serie TV, episodi 1x7 (2014)
- The Fosters – serie TV, 18 episodi (2016-2018)
- Troy - La caduta di Troia (Troy: Fall of a City) – miniserie TV, 8 episodi (2018)
- On the Ropes – miniserie TV, 4 episodi (2018)
- La coppia quasi perfetta (The One) – serie TV, 5 episodi (2021)

### Doppiatore
- Purgatory, regia di Mehran Rows - cortometraggio (2010)
- Battlefield 1 - Videogioco (2016)

## Doppiatori italiani
- Stefano Pozzi in Battlefield 1 [7]